# Londons filharmoniska orkester
Londons filharmoniska orkester eller London Philharmonic Orchestra (LPO), är en av Storbritanniens främsta symfoniorkestrar. Orkestern är hemmahörande i London och grundades av Sir Thomas Beecham 1932. Sedan 1951 har orkestern haft Royal Festival Hall som sin hemmaarena. 

## Chefsdirigenter
| - 1932–1939 Sir Thomas Beecham - 1947–1950 Eduard van Beinum - 1950–1957 Sir Adrian Boult - 1958–1960 / William Steinberg - 1962–1966 Sir John Pritchard - 1967–1979 Bernard Haitink | - 1979–1983 / Sir Georg Solti - 1983–1987 Klaus Tennstedt - 1990–1996 Franz Welser-Möst - 2000–2007 Kurt Masur - 2007–idag Vladimir Jurowski |